# Európai Bizottság
Az Európai Bizottság (EB, magyarul gyakran csak Bizottság, angolul European Commission, EC, franciául Commission européenne, németül Europäische Kommission) az Európai Unió döntés-előkészítő, végrehajtó, döntéshozó, ellenőrző és képviseleti szerve. Az Európai Parlament és az Európai Unió Tanácsa mellett egyike az EU három fő kormányzati intézményének. Legfőbb feladata a jogszabályok kezdeményezése és becikkelyezése, valamint az uniós szerződések őreként tevékenykedik, amik az EU jogalapját jelentik. Az Európai Bizottság tevékenysége nagyon sok párhuzamot mutat a nemzeti kormányok végrehajtó testületével, de csak korlátozottan rendelkezik végrehajtó és döntéshozó feladatokkal.
A Bizottságnak a jelenlegi rendszer szerint annyi tagja van, ahány tagországa van az Európai Uniónak, minden tagállam egy biztost küld a testületbe. A Bizottság munkáját 23 000 fős adminisztratív csapat segíti. Minden biztosnak van egy különálló szakterülete, amelyen ő a felelős az uniós politikáért. Ehhez külön szaktárcát kap legfeljebb hatfős kabinettel. Az Európai Unió Tanácsától eltérően a Bizottság tagjai függetlenek a tagállamoktól. Nem vehetik figyelembe az őket küldő ország kormányának utasításait, az EU összes állampolgárának az érdekeit kell képviselniük. A Bizottságot az Európai Bizottság elnöke vezeti. 2019. július 16-án az Európai Parlament Ursula von der Leyent választotta meg a következő öt évre az Európai Bizottság élére (383 támogató szavazat mellett 327-en ellene szavaztak). 2019. december 1. lépett hivatalba.
A központi épülete a brüsszeli Berlaymont-palota (IPA: [bɛʁlɛmɔ̃]) a Schuman metróállomás és körforgalom mellett.

## Megnevezése
- Angolul: European Commission
- Bolgárul: Европейска комисия
- Csehül: Evropská komise
- Dánul: Europa-Kommissionen
- Észtül: Euroopa Komisjon
- Finnül: Euroopan komissio
- Franciául: Commission européenne
- Görögül: Ευρωπαϊκή Επιτροπή
- Horvátul: Europska komisija
- Írül: Coimisiún Eorpach
- Lengyelül: Komisja Europejska
- Lettül: Eiropas Komisija
- Litvánul: Europos Komisija
- Máltai: Kummissjoni Ewropea
- Németül: Europäische Kommission
- Olaszul: Commissione europea
- Portugálul: Comissão Europeia
- Románul: Comisia Europeană
- Spanyolul: Comisión Europea
- Svédül: Europeiska kommissionen
- Szlovákul: Európska komisia
- Szlovénül: Evropska komisija

## Története
Lásd még: Az Európai Unió története
A Bizottságot az Európai Szén- és Acélközösség Főhatóságából származtatják, amelyet 1952-ben hozott létre a párizsi szerződés. 1958-ban jött létre a római szerződésekkel az Európai Gazdasági Közösség és az Európai Atomenergia Közösség. 1967-ben alakult meg az Európai Bizottság mai formájában a három szervezet végrehajtó szerveinek egyesítéséből.

## Hatásköre
A Bizottság különbözik az Európai Unió rendszerének többi intézményétől, a jogalkotásban kis kivételtől eltekintve kizárólagos kezdeményező szerepe van, vagyis csak a Bizottság szövegezhet meg jogalkotási javaslatokat és terjesztheti elő őket. Az Európai Unió Tanácsa és az Európai Parlament hivatalosan felkérheti a Bizottságot egy adott témájú jogszabály megalkotására. A kül- és biztonságpolitika területén testületként nem rendelkezik kezdeményezési jogkörrel, csupán alelnöke, az Unió külügyi és biztonságpolitikai főképviselője. Ahol a szerződések lehetővé teszik számára, normákat bocsáthat ki, így származékos döntéshozói hatáskörrel is rendelkezik.
Bizonyos esetekben a végrehajtás is a Bizottság feladata (ez ritkább eset, elsődlegesen a tagállamok feladata), főleg akkor, ha a végrehajtásnak egységes szemlélet szerint kell megtörténnie. Ebből adódóan vannak ellenőrző funkciói is, például a versenyjog terén. Versenyhatóságként is működik, versenyeljárást folytathat le vállalkozásokkal és tagállamokkal szemben. A Bizottság készíti el az EU költségvetésének a tervezetét és előterjeszti azt, és felelős annak végrehajtásáért, például felügyeli az uniós programokat és pénzalapokat. A Bizottság ezen felül a „szerződések őre”, ellenőrzi, hogy a szerződések és jogszabályok megfelelően érvényesülnek-e a tagállamokban. A szerződések be nem tartása, valamint kötelezettségeik nemteljesítése esetén eljárást indíthat. Továbbá, a Bizottság tárgyal nemzetközi kereskedelmi szerződésekről (a Világkereskedelmi Szervezeten belül) és más az EU-t érintő nemzetközi megállapodásokról. Ebben szorosan együttműködik az Európai Unió Tanácsával.

## A Bizottság kinevezése
Az Európai Bizottságot az Európai Tanács nevezi ki az Európai Parlament jóváhagyásával öt évre. Ennek első lépése, hogy az Európai Tanács minősített többséggel javaslatot tesz a Parlamentnek az Európai Bizottság elnökére, a Lisszaboni szerződés alapján a győztes politikai oldalhoz tartozó személyek közül. A Parlament abszolút többséggel választja meg az elnököt. Megválasztását követően a Tanács a tagállamok javaslataival összhangban, a Bizottság elnökével egyetértésben jelöli a Bizottság többi tagját, a biztosokat. A Parlament ezután újra szavaz, ezúttal a Bizottság egészéről. Az elnök határozza meg minden biztos feladatát. 2004 októberében José Manuel Durão Barroso a biztosok névsorának megváltoztatására kényszerült, amikor kiderült, hogy azt a Parlament semmiképpen sem fogadja el.
A Bizottság kinevezésén kívül a Parlamentnek jogában áll a teljes Bizottságot visszahívnia egy bizalmatlansági indítvány támogatásával. Ehhez a jelenlévő képviselők kétharmadának szavazata szükséges. A Parlament sosem gyakorolta ezen jogát, de többször került bizalmatlansági indítvány benyújtásra. 1999-ben a Jacques Santer vezette Bizottságot megfenyegették egy indítvány benyújtásával, akik ezután önként lemondtak.

### Elnök és biztosok
Az EU bővítésével 2004. május 1-jén 15-ről 25-re növekedett a tagállamok száma, ezzel megváltozott a Bizottság összetétele is. Előtte 20 biztos volt, öt nagyobb tagállam (Egyesült Királyság, Franciaország, Olaszország, Spanyolország, Németország) 2-2 biztost, míg a többi tagállam egy biztost jelölt. A 2004 májusát követő hónapokban az új tagállamok 1-1 biztost küldtek, így összesen 30-an lettek. 2004. novembertől a Bizottság létszámát 25-re csökkentették, a Nizzai szerződés értelmében minden tagállam egy biztost jelölhet.
A Lisszaboni szerződésben elfogadták, hogy tovább csökkenjen a Bizottság létszáma, és rotációs rendszerben a tagállamok kétharmada jelölhessen biztost, amiben minden harmadik alkalommal kimaradnak az egyes tagállamok. A rendszert elvileg 2014-től vezetnék be, de az Írországnak a jelenlegi rendszer fenntartásáról adott garancia miatt valószínűleg erre nem kerül sor.
A Bizottságban alelnökök is vannak, változó számban, a Nizzai szerződés az elnök hatáskörébe utalta az alelnökök jelölését. Romano Prodi vezetése idején kettő, Barroso vezette első testületben öt, a másodikban hét alelnök dolgozott. Az Európai Tanács által választott Unió külügyi és biztonságpolitikai főképviselője funkciójánál fogva automatikusan alelnöke a Bizottságnak.

## Bizottsági döntéshozatal
A biztosok a hatáskörükbe tartozó területeken önállóan is dönthetnek, de vannak kulcsfontosságú döntések, amiket a teljes Bizottságnak meg kell vitatnia az elfogadásuk előtt. Ezt teszik lehetővé a biztosok rendszeres ülései.

## Az Európai Bizottság Magyarországon
Az Európai Bizottság Magyarországi Képviselete 2004. május 1-je óta működik. A képviselet elsődleges feladata a bizottsági politikák, lépések, álláspontok, események közvetítése a magyar média, a társadalmi és gazdasági körök és a nyilvánosság számára, illetve a brüsszeli testület tájékoztatása a magyarországi fejleményekről.
A képviselet az Európai Unió Házában található (Budapest, II. ker. Lövőház utca 35. a Millenáris Parkban). Az épület földszintjén és első emeletén működik az Európa Pont, amely kiadványokkal és számítógépekkel ellátott európai uniós ügyfélszolgálatot lát el hétköznap 10-től 18 óráig. A látogatók leggyakrabban pályázati, tanulási és utazási lehetőségek, valamint az unión belüli munkavállalás feltételei iránt érdeklődnek. Ezt az Európai Unió közösségi helyének is hívják. Rendszeresen szerveznek ingyenesen látogatható kulturális és szakmai programokat, EU tanórákat, kiállításokat, koncerteket. 
A EUROPE DIRECT az Európai Bizottság által létrehozott és támogatott információs szolgáltatás, melynek küldetése, hogy az állampolgárokat lakóhelyükhöz közel és saját anyanyelvükön tájékoztassa európai uniós kérdésekben. Magyarországon a megyeszékhelyeken működnek ilyen információs irodák.